# Oz (programspråk)
Oz är ett multiparadigmatiskt programmingsspråk, utvecklat i laboratoriet för programmeringssystem hos Université catholique de Louvain, för undervisning i programmeringsspråk. Det finns en kanonisk lärobok: "Concepts, Techniques, and Models of Computer Programming".